# 高橋良 (陸軍軍人)
高橋 良（たかはし まこと、1886年（明治19年）12月26日 - 1974年（昭和49年）11月9日）は、大日本帝国陸軍軍人、陸軍司政長官。最終階級は陸軍少将。功三級。

## 経歴
長野県出身。陸軍士官学校第19期卒業。1917年（大正6年）8月、陸軍歩兵大尉に進級し、1923年（大正12年）9月時点で歩兵第58連隊附の任にあった。1924年（大正13年）8月、陸軍歩兵少佐に進級し、1925年（大正14年）4月に歩兵第50連隊附となり、長野県師範学校に配属された。1927年（昭和2年）3月に歩兵第50連隊大隊長に転じ、1928年（昭和3年）8月に歩兵第28旅団副官（第14師団）に就任した。1929年（昭和4年）8月、陸軍歩兵中佐進級と同時に歩兵第50連隊附となり、1930年（昭和5年）8月に第14師団副官に就任した。
1934年（昭和9年）8月、陸軍歩兵大佐進級と同時に水戸連隊区司令官に着任し、1936年（昭和11年）3月に台湾歩兵第2連隊長（台湾守備隊司令部）に転じた。日中戦争勃発後の1937年（昭和12年）9月7日、動員が下令され、重藤支隊に配属されて上海方面に出動した。同年11月26日に無錫で戦傷を負い、1938年（昭和13年）7月に陸軍少将進級と同時に台湾軍司令部附となり、8月20日に待命、8月31日に予備役に編入された。1942年（昭和13年）7月3日に陸軍司政長官に任ぜられ、8月15日にブスキ州長官に就任した。1945年（昭和20年）3月1日にはマラン州長官に転じ、終戦までその任にあった。
1974年（昭和49年）11月9日、老衰のため死去。

## 栄典
勲章等
- 1940年（昭和15年）8月15日 - 紀元二千六百年祝典記念章[15]